# Арауканізація
Арауканізація (ісп. Araucanización) — процес експансії культури мапуче (арауканів) і арауканської мови з традиційного району мешкання цього народу в Арауканії на територію патагонських рівнин. Серед істориків не існує єдиної думки щодо часів цього процесу, проте приблизні рамки складають між 1550 і 1850 роками. Американські індіанські народи, такі як теуелче, перейняли арауканську мову як свою основну мову.
Разом з мовами кечуа, аймара, гуарані і науатль, арауканська мова була однією з тих, що продовжили поширюватися після прибуття європейців.